# Keith Connor
Keith Leroy Connor (16 settembre 1957) è un ex triplista britannico, originario di Anguilla.

## Palmarès

### Olimpiadi
- 1 medaglia:
  - 1 bronzo (Los Angeles 1984 nel salto triplo)

### Europei
- 1 medaglia:
  - 1 oro (Atene 1982 nel salto triplo)

### Europei indoor
- 1 medaglia:
  - 1 argento (Milano 1978 nel salto triplo)

### Giochi del Commonwealth
- 2 medaglie:
  - 2 ori (Edmonton 1978 nel salto triplo; Brisbane 1982 nel salto triplo)